# Susie Wiles
Susan Wiles (cognom de soltera Summerall; nascuda el 14 de maig de 1957) és una consultora política estatunidenca que va exercir com a codirectora de la campanya presidencial de Donald Trump el 2024, després d'haver treballat anteriorment en la seva campanya del 2016, així com en la campanya de 1980 de Ronald Reagan. Va ser escollida per Trump com a 32a cap de gabinet de la Casa Blanca a la segona administració de Trump, a partir del gener de 2025. Va ser la primera dona a ocupar aquest càrrec.

## Vida primerenca
Susan Summerall va néixer el 14 de maig de 1957 a Nova Jersey, com un dels tres fills de Pat Summerall i la seva dona Kathy Summerall. Pat va jugar a futbol a la National Football League (NFL) com a xutadora i més tard es va convertir en periodista esportiva, anunciant un rècord de 16 Super Bowls.
Wiles es va graduar a l'Academy of the Holy Angels el 1975. Wiles també es va graduar a la Universitat de Maryland amb una Bachelor of Arts en llengua anglesa.

## Carrera
El 1979, Wiles va ser contractada com a assistent del membre de la Cambra de Representants Jack Kemp. El 1980, es va unir a la campanya presidencial de Ronald Reagan de 1980 com a programadora de campanya.
A la dècada de 1990, Wiles va exercir com a cap de gabinet de John Delaney, que llavors exercia com a alcalde de Jacksonville. Wiles també va treballar per a la membre de la Cambra de Representants Tillie Fowler.
De 2004 a 2009, va assessorar l'alcalde de Jacksonville, John Peyton. A les eleccions a governador de Florida del 2010, a Wiles se li va atribuir el seu paper en l'elecció de l'empresari Rick Scott. Considerada un "externa" en aquell moment, Scott tenia llavors poques connexions amb el Partit Republicà de Florida.
El gener de 2011, Wiles va ser contractada com a directora de la campanya presidencial de l'exgovernador de Utah Jon Huntsman Jr.. Durant la campanya de Huntsman, ella i l'antic jugador dels Jacksonville Jaguars Tony Boselli van fundar una empresa de consultoria basada a Ponte Vedra Beach. Wiles va abandonar la campanya el juliol de 2011.
Wiles també va dirigir l'empresa de lobby Ballard Partners amb seu a Tallahassee durant gairebé una dècada, però va marxar el setembre de 2019, argüint un "un problema de salut persistent".